# 飯沼ももこ
飯沼 ももこ（いいぬま　ももこ、1985年4月2日 - ）は、長野県出身の女性タレント。所属事務所はオフィサーエージェント・バロックワークス。BETTY（笠倉出版社）専属モデル。

## 来歴
スペイン、中国、フィリピン、日本の血を引き、長野県に生まれる。妹が1人いる。
実家は旅館を経営していたが、不景気の波に呑まれ廃業。その後、当時交際のあった人物を追う形で上京。五反田や歌舞伎町でキャバクラ嬢を経験するも、借金返済という理由が主となるところであまり仕事には積極的ではなかった。そして、オフィサーエージェント・バロックワークスのマネージャーにスカウトされ、モデルとなる。友人の借金の肩代わりをして（数百万円の借金をする）、生活費の足しにモデルを始めた。「BETTY」の専属モデルになる以前は小悪魔agehaにも出演していた。ファッション＆ビューティー雑誌『BETTY』には2009年7月号（創刊号）から出演している。
2010年4月12日、2歳年上の男性と結婚。同年8月28日に長女を、2012年9月11日に次女を出産している。

## 人物
- 素直な性格で騙されやすいという難点を持つ。
- 趣味は借金返済、犬の散歩・洋服作り、読書（漫画）、メイク、ゲーム、ブログ等。
- 夢は借金完済。
- 「ベティ」と「麻呂」の2匹の犬を飼う。ベティは雑誌『BETTY』が創刊されたとき、雑誌の名前から引用した。
- 益若つばさの大ファンで益若の出演するTV番組や雑誌は殆ど見ている。
- 好きな食べ物はなめたけと野沢菜。この二つと白米があれば生きていけるというほど愛してやまない。（本人のブログより）

## 出演

### 雑誌
- 「BETTY」 2009年7月（創刊時）～
- 「小悪魔ageha」
- 「sweet」
- 「S Cawaii!」
- 「an・an」
- 「週刊文春」
- 「盛り髪セットバイブル」

### テレビ
- 王様のブランチ（2009年8月、TBS）-盛り髪企画
- アイ・コレ・アイ（2009年9月、テレビ埼玉） - アイコレガール

### アパレルブランド
- Lip service
- Ji.maxx
- Juriano Jurrie
- Lis en rose
- JSG
- Murua
- Twisty
- DEARA&gabriel

### 広告・カタログ
- Boutique Primavera（ドレス）
- Dazzy store （ドレス）
- BB.dress（ドレス）
- Pierty(ピアスキャッチホルダー）
- Tealla(カラーコンタクト）
- BUILD（ジュエリー）
- RED COMET（ルームウェア）
- KOKOROYA（デコサイト）
- Rilasasu（犬服ブランド）
- Jeweld（ウィッグ）
- Love Love（WEBサイト）
- ファッション公式きせかえ（WEBサイト）
- スリムセラデコローラー

### 通販
- 宝島ワンダーネット「My fashion」出演